# Matteo Salonia
Matteo Salonia (Milano, 1986) è uno storico italiano del Medioevo e della prima età moderna. È Fellow della Royal Historical Society.

## Biografia
Suo padre, Gaetano Antonino Salonia, è un ingegnere e imprenditore italiano, fondatore e presidente della Salonia Engineering.
Salonia si è laureato in Storia all'Università di Parma nel 2008 e ha poi proseguito gli studi alla Fordham University di New York e alla Roosevelt University di Chicago. Nel 2012 si è trasferito all'Università di Liverpool, dove ha conseguito il dottorato di ricerca in Storia economica nel 2015.
Ha insegnato all'Università di Liverpool (2013-2017), alla Manchester Metropolitan University (2016) e al King's College London (2017-agosto 2019). A Londra, Salonia ha insegnato Storia iberica della prima età moderna e le sue ricerche si sono concentrate sulla storia economica tardo medievale e della prima età moderna. Attualmente è docente di Storia Europea e Internazionale presso l'Università di Nottingham Ningbo Cina (UNNC). È anche visiting scholar presso il Benedictine College (Kansas, USA).
Nel 2017 ha pubblicato il suo primo libro dal titolo Genoa’s Freedom (La libertà di Genova). Salonia discute alcuni esempi di espansione commerciale genovese nel Tardo Medioevo, e sostiene che l'assetto costituzionale della città ligure rappresenti un modello di repubblicanesimo basato su proprietà privata e difesa privata. Questa tradizione politica è alternativa allo stato centralizzato moderno. In Genoa's Freedom, Salonia ricostruisce anche le origini dell'alleanza tra Genova e la monarchia spagnola, per comprendere la storia della presenza ligure nel mondo Atlantico.
Nel 2022 Salonia ha pubblicato il suo secondo libro, la collezione di saggi Travel Writings on Asia (Scritti di viaggio sull'Asia).
Nel 2024 è uscito il suo terzo libro, Reimagining the Silk Roads, di cui Salonia è co-editor insieme all'archeologo Julian Henderson e all'economista Stephen L. Morgan. Questo volume interdisciplinare propone una ridefinizione delle Vie della Seta, più attenta sia alla storia dei commerci marittimi (che integrarono quelli via terra) sia al ruolo di aree geografiche e popolazioni solitamente dimenticate.
In altre pubblicazioni, Salonia ha sottolineato l'importanza del mondo iberico nella prima fase di globalizzazione e il contributo fondamentale del Cristianesimo alla formazione dell'idea di diritti umani universali.

## Pubblicazioni principali
- 'Biblical Kingship, Catholic Theology, and the Rights of Indians in the Opening of Las Casas’s Short Account' in Religions (2023)
- 'Encompassing the Earth: Magellan's voyage from its political context to its expansion of knowledge' in International Journal of Maritime History (2022)
- (EN) Matteo Salonia e Julian Henderson, Stephen L. Morgan, Reimagining the Silk Roads. Interactions and Perceptions Across Eurasia., Routledge, 2024, ISBN 9781003348702.
- Genoa's Freedom: Entrepreneurship, Republicanism, and the Spanish Atlantic. Rowman & Littlefield, 2017, ISBN 978-1498534215.